# Juventus Training Center (Turín)
El Juventus Training Center Continassa, conocido simplemente como JTC Continassa debido a su ubicación, es un centro deportivo propiedad del club de fútbol italiano Juventus.
De aproximadamente 59 500 m², fue inaugurado oficialmente en la primavera de 2018 por el primer equipo femenino del club y desde el verano siguiente acoge los entrenamientos del primer equipo masculino. 
El centro de entrenamiento forma parte del complejo J-Village, junto al Allianz Stadium. 

## Historia
Entre 1994 y 2002, la Juventus, que en aquella época jugaba sus partidos de local en el incómodo y nunca demasiado querido Stadio delle Alpi, proyectó la construcción de su propio estadio en la zona de Continassa. En aquellos años, el club, además de querer construir un nuevo estadio, pretendía trasladar la sede social a las cercanías, más concretamente dentro del área de Continassa, y crear un centro de entrenamiento adyacente.
El proyecto Continassa se propuso varias veces (incluso entre 1996-1998, cuando se sugirió como alternativa al proyecto del Comunale), pero la Juventus no pudo llegar a un acuerdo con la ciudad, propietaria del Delle Alpi: el club piamontés quería demolerlo y construir en su lugar un estadio de 40 000 localidades, reservado exclusivamente para el fútbol. El club amenazó con abandonar Turín si la situación no cambiaba.
Finalmente, el 18 de junio de 2002, cuando la Juventus, tras llegar a un acuerdo con el Ayuntamiento de Turín, obtuvo el derecho de superficie sobre la zona de Delle Alpi durante 99 años, a un precio de 25 millones de euros. El pacto iba a resultar decisivo, no sólo para la construcción de un nuevo estadio apto para el fútbol, seguro y rentable, sino también para la creación de una ciudadela juventina en la zona adyacente de Continassa, en la que se podrían acoger diversas iniciativas dirigidas a los aficionados, actividades comerciales, un museo, un centro de formación, un centro médico y una sede de la sociedad, todo ello, al igual que en los alrededores, también dentro de la propiedad del futuro estadio.
Entre 2008 y 2009, el Delle Alpi fue demolido en gran parte para iniciar la construcción del Juventus Stadium, posteriormente llamado Allianz Stadium, terminado en 2011: es la primera instalación de propiedad exclusiva de un club de fútbol en Italia. En su interior se encuentran: el J-Museum, el J-Medical, la Juventus Megastore, un área de hospitalidad y un restaurante. Además, cerca del estadio se encuentra el Área 12, un centro comercial con 60 tiendas y una amplia plaza de comidas con bares y restaurantes.
Mientras tanto, el 11 de junio de 2010 la Juventus, tras firmar el memorando de entendimiento con el Ayuntamiento de Turín, obtuvo el contrato de arrendamiento por 99 años de la zona de Continassa, adyacente a la futura instalación, pagando un millón de euros a las arcas municipales. La Juventus pretende dar continuidad al proyecto del Stadium, reurbanizando toda la zona de unos 270 000 m²: el proyecto, denominado J-Village, ocupa una superficie de 148 700 m² e incluye la sede de la sociedad, el Juventus Training Center (JTC) reservado al primer equipo, un hotel de lujo, una escuela internacional y un concept store.
El Juventus Training Center fue inaugurado el 16 de abril de 2018 por el primer equipo femenino, que lo probó durante un par de meses, mientras que el 9 de julio de 2018 lo ocupó el primer equipo masculino; desde ese mismo verano, las instalaciones también son utilizadas ocasionalmente por el segundo equipo masculino, normalmente con sede en Vinovo.

## Infraestructura

### Área deportiva
El área de entrenamiento comprende:
- un campo de entrenamiento totalmente de césped natural, en el cual se encuentran:

- un campo de fútbol de medidas reglamentarias con una tribuna cubierta con capacidad para 600 personas;
- tres campos de fútbol de medidas reglamentarias;

- una parte del edificio, en cuyo interior se encuentran:

- los vestuarios;
- una sala de fisioterapia;
- un gimnasio;
- una piscina.

### Área direccional
El área direccional comprende:
- una parte restante del edificio, dentro de la cual se encuentran:

- las oficinas del personal técnico y médico;
- una sala de conferencias;

- el centro de medios, un segundo edificio más pequeño, que alberga:
- una sala para reuniones técnicas y visualización de vídeos;
- una sala de prensa, que puede albergar hasta 30 periodistas para las conferencias de prensa;
- los estudios de televisión de Juventus TV;
- zonas reservadas para los patrocinadores.